# Alexander Kielland

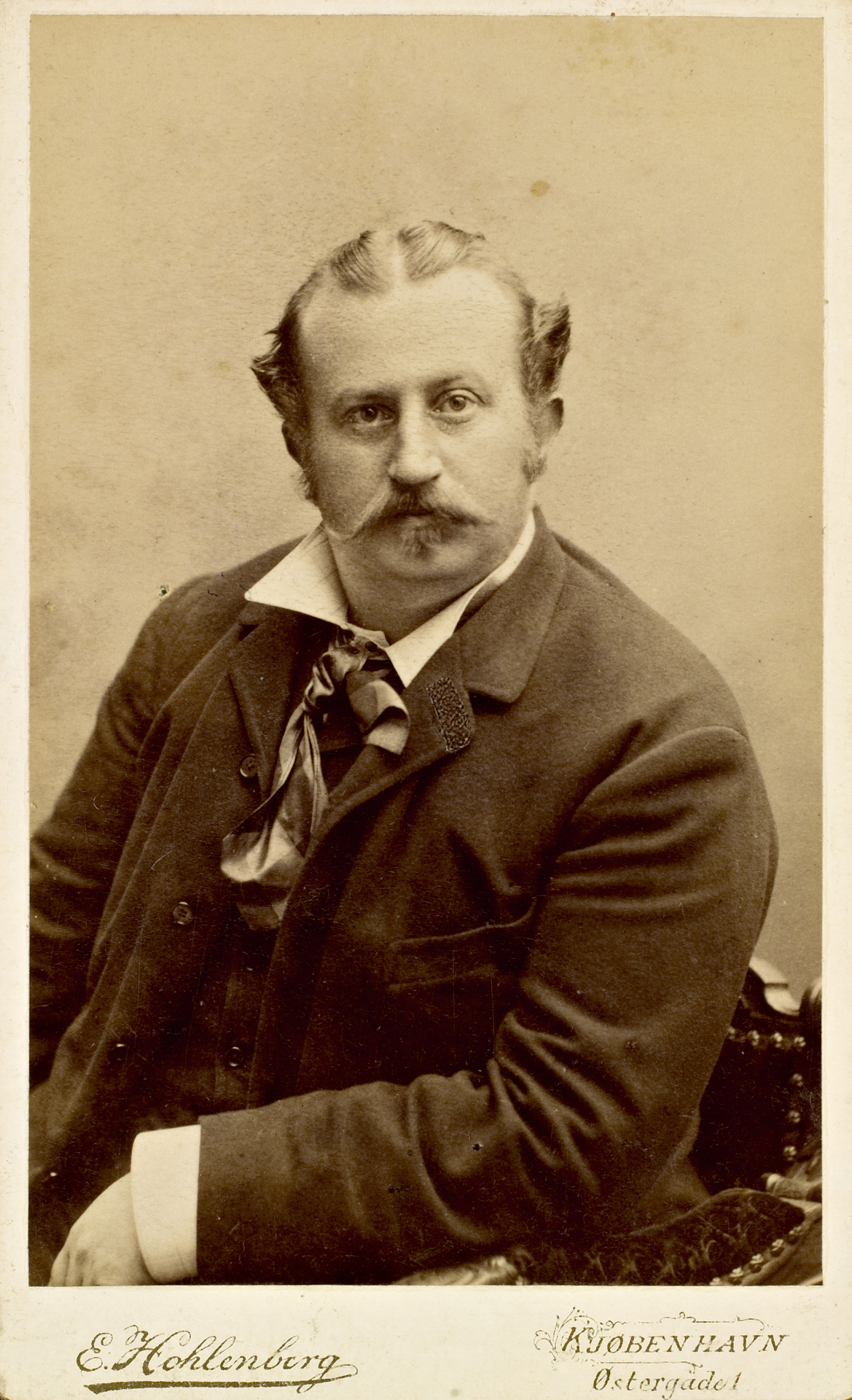
Alexander Kielland

Alexander Lange Kielland (Stavanger, 18 februari 1849 - Bergen, 6 april 1906) was een Noors schrijver die met Henrik Ibsen, Jonas Lie en Bjørnstjerne Bjørnson wordt gerekend tot de "Grote Vier" van de Noorse literatuur van de 19e eeuw. Hij schreef verhalen, romans en toneelstukken met een sterk sociale inslag.

## Biografie
Kielland kwam uit een welgestelde familie van kooplieden en reders. Zijn vader Jens Zetlitz Kielland (1816-1881), was bankier en viceconsul van Portugal en had vele kunstzinnige hobby's, waaronder het schrijven van talloze romans. Alexanders zuster was de landschapschilderes Kitty Lange Kielland (1843-1914). Zijn dochter was Beate Kielland, de vrouw van Vilhelm Krag.
Zelf bleef hij - hoewel welgesteld en directeur van een steenfabriek - zich zijn leven lang het lot van de minvermogenden aantrekken. Zijn werk is sterk realistisch en satirisch. Tot zijn bekendste werken behoren de komedies Tre Par en Professoren, de romans Garman & Worse en Skipper Worse en de romantrilogie Gift, Fortuna en Sankt Hans Fest, waarin hij de hypocrisie van de Noorse geestelijken op de hak neemt. 
Na 1891 schreef hij geen fictie meer en begon een tweede loopbaan in de politiek. Hij werd eerst burgemeester van Stavanger en in 1902 amtmann (bestuurder) van de provincie Møre og Romsdal. Zijn gezondheid was slecht: hij kon het eten niet laten, leed aan kortademigheid en obesitas en kreeg meermalen een hartinfarct. Hij overleed op 57-jarige leeftijd.

## Werken

### Korte verhalen
- Novelletter, 1879
- Nye novelletter, 1880
- To Novelletter fra Danmark, 1882

### Romans
- Garman & Worse, 1880 -
- Arbeidsfolk, 1881
- Else, 1881
- Skipper Worse, 1882
- Gift, 1883
- Fortuna, 1884
- Sne, 1886
- Sankt Hans Fest, 1887
- Jacob, 1891

### Toneelstukken
- Paa Hjemvejen, 1878
- Hans Majestæts Foged, 1880
- Det hele er Ingenting, 1880
- Tre par, 1886
- Bettys Formynder, 1887
- Professoren, 1888

### Essays
- Forsvarssagen, 1890
- Menneker og Dyr, 1891
- Omkring Napoleon, 1905

## Teksten over (het werk van) Alexander Kielland
- Boer, R.C. (1897) - 'Alexander Kielland'. In: De Gids, 61e jrg., p. 292-320. online in dbnl.

- Bibsys: 90077278
- Bibliothèque nationale de France: cb12159408p (data)
- Catàleg d'autoritats de noms i títols de Catalunya: 981058515855706706
- CiNii: DA01147354
- Gemeinsame Normdatei: 118561960
- International Standard Name Identifier: 0000 0001 0857 5659
- KulturNav: 0eb87eb7-e21e-4e9e-976a-318235e78a21
- Library of Congress Control Number: n79079143
- Nationale Bibliotheek van Letland: 000115398
- MusicBrainz: 426bf1fa-5842-42f6-bacf-f9ea5bb8e91f
- Bibliotheek van het Japanse parlement: 00479013
- Nationale Bibliotheek van Tsjechië: jn20020321007
- Nationale bibliotheek van Australië: 35270019
- Nationale Bibliotheek van Israël: 987007271782705171
- Nationale Bibliotheek van Polen: a0000001138765
- Nederlandse Thesaurus van Auteursnamen: 069071101
- Istituto Centrale per il Catalogo Unico: CUBV086053
- LIBRIS: 193459
- SNAC: w6v51h6k
- Système universitaire de documentation: 030112958
- Trove: 890958
- Virtual International Authority File: 54187212
- WorldCat: E39PBJdmhbMyggMgJ669jHvrbd